# 阿比·麦克马纳斯
阿比·麦克马纳斯（英語：Abbie McManus，1993年1月14日—），英国女子足球运动员，场上位置是后卫。她曾代表英格兰代表队参加2019年国际足联女子世界杯，结果队伍获得第四名。